# The Rich Don’t Rock
The Rich Don’t Rock ist das einzige veröffentlichte Musikalbum der deutschen Hard-Rock-Band Vamp, das 1989 bei Atlantic Records verlegt wurde.

## Hintergrund
Die Band Vamp stammte aus Bonn. Sie wurde 1985 von Gitarrist Ricolf Cross, Bassist Oliver Scholz und dem Schlagzeuger Dicki Fliszar gegründet, 1986 stieß der US-amerikanische Sänger Tom Bellini dazu. Die Gruppe nahm ein Demoband auf, das die Stücke Lonely Nights, What About Love, Wasted Time und Down And Dirty enthielt und ihr einen Vertrag mit dem US-amerikanischen Musiklabel Atlantic Records einbrachte. Ihr Debütalbum nahm die Band unter der Regie des Produzenten Tony Platt, der bereits als Toningenieur für Led Zeppelin und AC/DC (Highway to Hell, Back in Black) gearbeitet hatte, in den Wisseloord Studios in Hilversum (Niederlande) und im Point Studio in London (Großbritannien) auf. Der Titel „All Night“ enthält ein Schlagzeugsolo mit einer Länge von 1:23 Minuten. Die auf dem Album enthaltenen Keyboard-Parts wurden von Steve Glover gespielt.
Peter Price von Atlantic Records war der Meinung, das Lied Renegade habe das Potential zum Hit, und gab daher einen Remix in Auftrag, der von Andy MacPherson durchgeführt wurde. Dieser Remix gefiel Price dann so gut, dass er alle Titel des Albums von MacPherson erneut abmischen ließ. Diese Arbeit nahm drei Monate Zeit in Anspruch und konnte nicht vom Produzenten des Albums, der anderen Verpflichtungen nachkommen musste, überwacht werden.
Mit dem Ergebnis war die Band nicht einverstanden, sodass bis auf die Titel Renegade, All Night, Bleeding und Talk is Cheap alle anderen Stücke des Albums ein weiteres Mal remixt wurden, diesmal von Kenny Jones. Am 7. April 1989 wurde das Lied The Rich Don’t Rock mit dem MacPherson-Mix als Single und Maxisingle veröffentlicht. Auf der Rückseite befand sich das Lied Why, Why, Why (auf der CD-Version des Albums später nur noch Why betitelt) im Mix von Tony Platt, auf der Maxisingle war außerdem der Titel Shout enthalten, dessen Tonmischung von Kenny Jones stammte.
Das Album erschien im September 1989 und erhielt positive Kritiken. Die Gruppe bewarb ihr Album im Vorprogramm der Europa-Tournee von Bonfire, weltweit wurden ca. 30.000 Einheiten verkauft. Die Verkaufszahlen des Albums reichten Atlantic Records nicht aus, und Vamp verlor den Plattenvertrag.

## Rezeption
Götz Kühnemund schrieb für Rock Hard, das Bonner Quartett habe mit The Rich Don't Rock „eine Scheibe allererster Güteklasse“ abgeliefert, die „internationalen Vergleichen locker stand“ halte und beweise, „daß europäischer Party Metal nicht immer steif und aufgesetzt klingen“ müsse. Alle zehn Songs (die CD enthält noch zwei Bonustracks) gingen „schnell ins Ohr“ und lebten „in erster Linie von Ricolfs druckvoller Gitarrenarbeit und Toms voluminöser Leadstimme, die manchen etablierten Sangeskünstler vor Neid erblassen lassen“ würde. Stilistisch erinnerdie Gruppe „stellenweise stark an die Briten Heavy Pettin'“. Kühnemund schrieb weiter, man könne hoffen, dass Vamp ein besseres Schicksal erwarte, denn „die Jungs dürften“ – wenn man ihnen die Möglichkeit dazu gebe – noch „für einige Überraschungen gut sein“. 8,5 Punkte (von möglichen 10) seien „ein vielversprechender Anfang“.
Die Zeitschrift Musikexpress schrieb, „dieses ideen- und abwechslungsreiche Debütalbum“ beziehe seine Kraft „mehr aus der Sturheit der Band, sich auch durch miese Tage hartnäckig durchzuboxen, als aus der makellosen Produktion von Tony Platt.“ Und wenn, „was denkbar wäre, der kommerzielle Stern von Vamp“ wirklich aufgehe, müsse „das nächste Album eben "Now The Rich Can Rock" heißen.“
Der Rezensent Carsten Baar, Redakteur des Hardline-Magazine, schrieb in einer Rückschau über das Album: Vamp sei seines Wissens „die erste deutsche Hard Rock-Band“, die es geschafft habe, „direkt bei einem amerikanischen Label zu unterschreiben.“ Höre man sich die Scheibe an, so könne man nur feststellen, dass dies kein Wunder gewesen sei. Die Gruppe klinge auf The Rich Don’t Rock „amerikanischer als jede amerikanische Band“. Ein Knaller jage auf dieser Scheibe den nächsten, angefangen beim Opener Heartbreak, Heartache über den absoluten Hammersong The Rich Don’t Rock bis hin zum abschließenden Why. Wenn man sich frage, warum es Vamp nicht geschafft hätten, so gebe es nur eine Antwort: Weil sich auf dem Album keine Balladen befänden. Es werde „von vorne bis hinten gerockt.“ Nur Renegade sei ein wenig ruhiger und zeichne sich durch ein gewisses Südstaaten-Flair aus, aber eine typische Ballade für die Charts sei dies auch nicht.

## Titelliste
| Nr.          | Titel                             | Autor(en)            | Länge |
| ------------ | --------------------------------- | -------------------- | ----- |
| 1.           | Heartbreak, Heartache             | Vamp                 | 4:16  |
| 2.           | Like I Want                       | Vamp                 | 2:45  |
| 3.           | The Rich Don’t Rock               | Vamp                 | 3:45  |
| 4.           | Love Games                        | Vamp                 | 3:08  |
| 5.           | Renegade                          | Vamp                 | 4:35  |
| 6.           | All Nite                          | Vamp                 | 5:00  |
| 7.           | Lonely Nights                     | Vamp                 | 3:30  |
| 8.           | Stand by Me                       | Vamp, Bernie Marsden | 4:50  |
| 9.           | Bleeding                          | Vamp                 | 3:00  |
| 10.          | Talk is Cheap                     | Vamp                 | 4:30  |
| 11.          | Shout (Bonustrack der CD-Ausgabe) | Vamp                 | 4:07  |
| 12.          | Why (Bonustrack der CD-Ausgabe)   | Vamp                 | 4:40  |
| Gesamtlänge: | Gesamtlänge:                      | Gesamtlänge:         | 47:47 |

## Neuauflage
Im Januar 2013 gab die Plattenfirma Divebomb Records bekannt, dass sie das Album in einer Deluxe-Variante neu aufgelegt habe. Die Neuauflage wurde von Gitarrist Ricolf Krückel remastered, das Album um verschiedene Bonustracks erweitert. Auf einer zweiten CD waren sieben professionell produzierte Demoaufnahmen der Titel von The Rich Don’t Rock, sowie acht vom nie veröffentlichten zweiten Vamp-Album, One Smack Killer, enthalten.